# Pelagueia Danílova
Pelagueia Danílova   (Comtat de Pskov, 4 de maig de 1918 - Sant Petersburg, 31 de juliol de 2001) fou una gimnasta artística russa que va competir sota bandera de la Unió Soviètica durant la dècada de 1950.
El 1952 va prendre part en els Jocs Olímpics d'Estiu de Hèlsinki, on disputà les set proves del programa de gimnàstica. Guanyà la medalla d'or en la competició del concurs complet per equips i la de plata en el concurs per aparells equips. També destaca la quarta posició aconseguida en les barres asimètriques i la setena en el concurs complet individual.
En el seu palmarès també destaca una medalla d'or al Campionat del Món de gimnàstica artística de 1954, així com tres campionats soviètics de l'exercici de terra, el 1948, 1949 i 1950.
Una vegada retirada, el 1954, va exercir d'entrenadora en diferents equips i durant la dècada de 1970 ho va fer de la selecció búlgara.